# متان
مَتَّان (الاسم العلمي phaneroptra)، جنس حشرات من العالم القديم يتبع فصيلة الجندب الأمريكي. وصفت من قبل عالم الحشرات الفرنسي جان جيوم أودينت سيرفيل في عام 1831
.